# Rio Maquiné

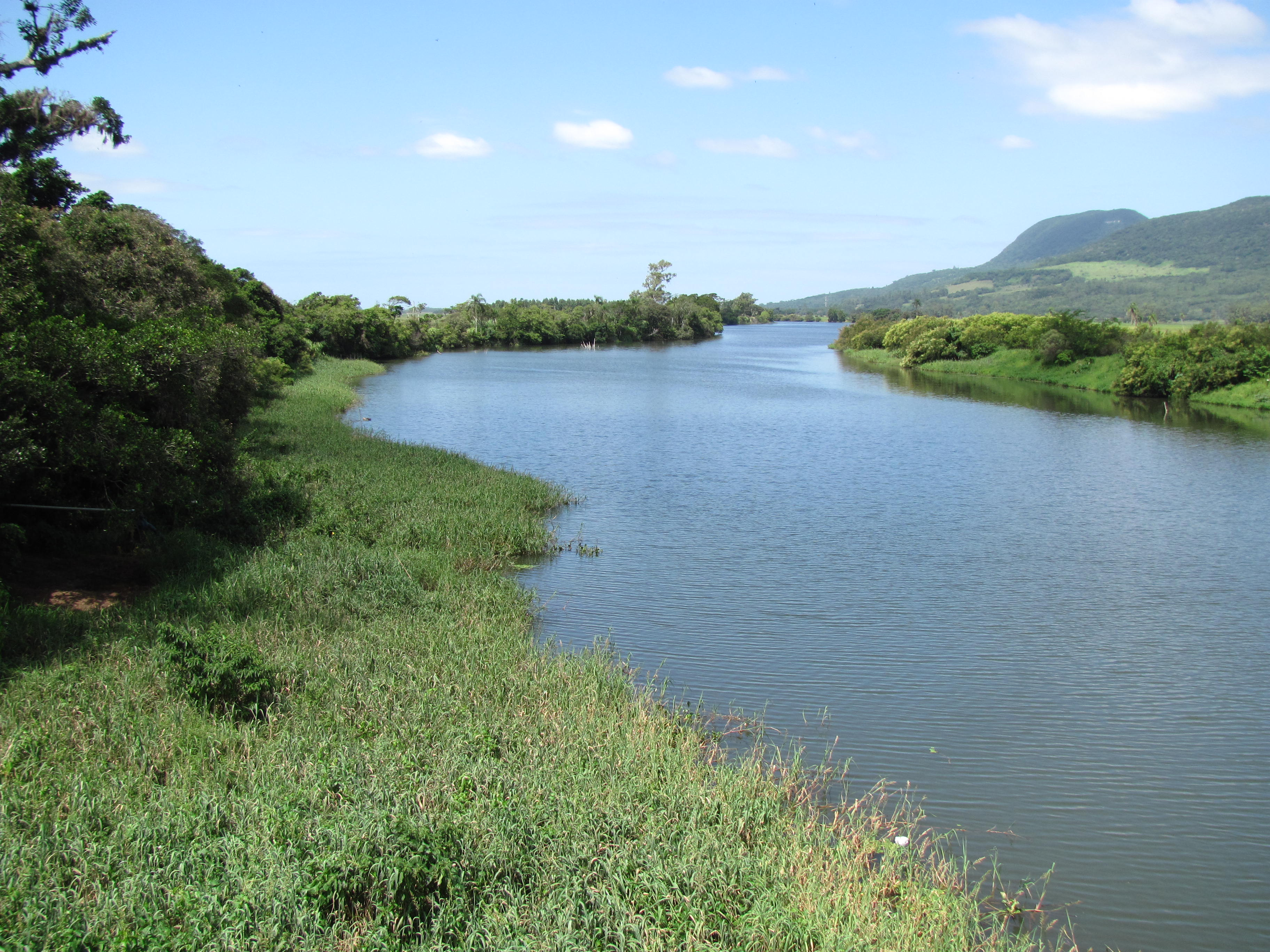
Rio Maquiné

O rio Maquiné é um rio brasileiro do estado do Rio Grande do Sul. Corta de norte a sul o município de mesmo nome. Tem sua foz na lagoa dos Quadros. Seu leito é de grande importância para a irrigação das lavouras em suas margens.